# Calycosia kajewskii
Calycosia kajewskii är en måreväxtart som beskrevs av Elmer Drew Merrill och Lily May Perry. Calycosia kajewskii ingår i släktet Calycosia och familjen måreväxter. Inga underarter finns listade i Catalogue of Life.